# Supercupa României la baschet feminin
Supercupa României la baschet feminin este o competiție de baschet organizată de Federația Română de Baschet. Este disputată de campioanele Ligii Naționale și cele ale Cupei României. Până în prezent, campioanele cu cele mai multe titluri sunt cele de la CSM Târgoviște cu 2 supercupe.

## Istorie
În 2014 a avut loc prima ediție a Supercupei României la feminin, trofeu câștigat de Târgoviște după duelul cu ICIM Arad.

## Format
Câștigătoarea Ligii Naționale și a Cupei României vor disputa primul trofeu al sezonului. În cazul in care campioana se impune în ambele competiții (LNBF & CRBF), SuperCupa României se va disputa între câștigătoarea Cupei României și locul 2 din Liga Națională de Baschet Feminin.

### Rezultate
1. ↑  Sepsi Sfântu Gheorghe a reușit să se impună în ambele competiții (LNBF & CRBF).[4]

## Palmares
| Club           | Supercupe | Ediții câștigătoare | Finale |
| -------------- | --------- | ------------------- | ------ |
| CSM Târgoviște | 1         | 2014,               | 0      |
| Icim Arad      | 0         | 2014                | 1      |